# آلفا تلسکوپ
آلفا تلسکوپ یک ستاره است که در صورت فلکی تلسکوپ قرار دارد.